# Nurmijärvi
Nurmijärvi este o comună din Finlanda.